# گوشه‌نشینی تاریکی
گوشه‌نشینی تاریکی 
(به تبتی: mun mtshams)،‌ تمرین‌های مذهبی پیشرفته‌ای در آیین تائوگرایی و برخی از شاخه‌های بوداگرایی تبتی همچون زوگچن، نینگ‌ماپا و بونپو است. در این نوع اعمال، فرد به تنهایی در مکانی بسیار تاریک قرار می‌گیرد و به علت تاریکی مطلق ممکن است پدیدهٔ سینمای زندانی (دیدن نورها و اشکال ذهنی مختلف) را تجربه کند. طول این دوره گوشه‌نشینی می‌تواند از چند ساعت تا چند دهه به طول بینجامد. در سنت هیمالیایی، این تمرین تنها بدست افراد بالامرتبه روحانی و تحت مراقبت و راهنمایی‌های درست روحی انجام شده و برای آشنایی با باردو در زمان مرگ و دریافتن بدن رنگین‌کمانی استفاده می‌شود. انجام این تمرینات نیاز به ثبات در حالت طبیعی بدن دارند و از کسانی که در دوره‌های جدیدتر این تمرین را انجام داده‌اند می‌توان به آیو خاندرو و دیلگو خینتسه اشاره کرد. آیو خاندرو تمرینات یانگ-تی را انجام می‌داده که تمرینی پیشرفته از اعمال زوگچن اوپادشا و گونه‌ای از گوشه‌نشینی تاریکی است.
این گوشه‌نشینی‌ها در فرهنگ‌های مذهبی مختلف وجود دارد و برای رسیدن به آگاهی و بینش معنوی انجام می‌شده‌اند. در اروپا از تونل‌ها، در مصر از هرم‌های مصری، در روم از دخمه‌ها و در تائوئیسم چینی از غارها استفاده می‌شده‌است. 
کتاب طلوع روشنایی روشن: روش غربی ذن گوشه‌نشینی تاریکی تبتی به قلم مارتین لوونتال دراین‌باره منتشر شده‌است.